# Европска лига у одбојци за жене 2009.
1. Европска лига у одбојци за жене у организацији ЦЕВ-а одржана је од 22. маја до 12. јула 2009. Након такмичења по групама одиграно по четвороструком лига систему (свако са сваким 4 утакмице), који је одиграно од 22. маја до 28. јуна, у завршну фазу квалификовале су се три екипе из две групе квалификација, као и репрезентација Турске, земље домаћина финалног турнира. Финални турнир је одржан 11 и 12. јула, у Кајсерију у Турској. 
Први победник Европске лиге била је Одбојкашка репрезентација Србије

## Земље учеснице
Осам земаља учесница биле су подељене у две групе по четири.
| Група А                               | Група Б                                                |
| ------------------------------------- | ------------------------------------------------------ |
| Бугарска · Грчка · Србија · Шпанија · | Француска · Уједињено Краљевство · Румунија · Турска · |

## Резултати

### Табела групе А
| Бр | Репрезентација | Утакмице | Утакмице | Утакмице | Сетови | Сетови   | Сетови       | Поени      | Поени      | Поени         | Бодови |
| Бр | Репрезентација | играли   | добили   | изгубили | добили | изгубили | Сет Количник | пос. поени | изг. поени | Поен количник | Бодови |
| -- | -------------- | -------- | -------- | -------- | ------ | -------- | ------------ | ---------- | ---------- | ------------- | ------ |
| 1  | Србија         | 12       | 10       | 2        | 33     | 11       | 3,000        | 1030       | 874        | 1,178         | 22     |
| 2  | Бугарска       | 12       | 7        | 5        | 27     | 23       | 1,174        | 1110       | 1005       | 1,104         | 19     |
| 3  | Шпанија        | 12       | 6        | 6        | 23     | 21       | 1,095        | 970        | 963        | 1,007         | 18     |
| 4  | Грчка          | 12       | 1        | 11       | 7      | 35       | 0,200        | 755        | 1023       | 0,738         | 13     |

### Табела групе Б
| Бр | Репрезентација       | Утакмице | Утакмице | Утакмице | Сетови | Сетови   | Сетови       | Поени      | Поени      | Поени         | Бодови |
| Бр | Репрезентација       | играли   | добили   | изгубили | добили | изгубили | Сет количник | пос. поени | изг. поени | Поен количник | Бодови |
| -- | -------------------- | -------- | -------- | -------- | ------ | -------- | ------------ | ---------- | ---------- | ------------- | ------ |
| 1  | Турска               | 12       | 10       | 2        | 32     | 11       | 2,909        | 1028       | 867        | 1,186         | 22     |
| 2  | Француска            | 12       | 7        | 5        | 25     | 18       | 1,389        | 972        | 884        | 1,100         | 19     |
| 3  | Румунија             | 12       | 7        | 5        | 25     | 20       | 1,250        | 972        | 960        | 1.012         | 19     |
| 4  | Уједињено Краљевство | 12       | 0        | 12       | 3      | 36       | 0,083        | 703        | 964        | 0,729         | 12     |

## Финални турнир

### Финале
| 2° место Турска 1° титула | Победница 1. Европске лиге у одбојци Србија 1° титула | 3° место Француска 1° титула |

| \| Место \| Репрезентација \| \| ----- \| -------------------- \| \| \| Србија \| \| \| Турска \| \| \| Бугарска \| \| 4 \| Француска \| \| 5 \| Румунија \| \| 6 \| Шпанија \| \| 7 \| Грчка \| \| 8 \| Уједињено Краљевство \| | - Најкориснији играч - Турска, Neslihan Darnel - Најбољи поентер - Турска, Neslihan Darnel - Најбољи нападач - Србија, Александра Петровић - Најбољи блокер - Србија, Нађа Нинковић - Најбољи сервер - Француска Мирјам Клосер - Најбољи техничар - Турска, Pelin Çelik - Најбољи либеро - Бугарска, Марија Филипова |
| Место | Репрезентација |
| | Србија |
| | Турска |
| | Бугарска |
| 4 | Француска |
| 5 | Румунија |
| 6 | Шпанија |
| 7 | Грчка |
| 8 | Уједињено Краљевство |

## Састав победничке екипе Србије
Бојана Живковић, Брижитка Молнар, Александра Петровић, Нађа Нинковић, Сања Малагурски, Нина Росић, Анђелка Пантовић, Наташа Шеварика, Тијана Малешевић, Марија Пуцаревић, Оливера Медић. Тренер: Зоран Ковачић.